# Georges-Louis d'Erbach-Erbach
Georges-Louis, comte d'Erbach-Erbach (8 mai 1643 – 30 avril 1693), est un prince allemand, dirigeant d'Erbach, Freienstein, Wildenstein, Michelstadt et Breuberg.
Né à Fürstenau, il est le cinquième enfant et troisième (mais le deuxième survivant), fils de Georges-Albert Ier d'Erbach-Schönberg et de sa troisième épouse Élisabeth-Dorothée de Hohenlohe-Waldenbourg-Schillingsfürst, fille de Georges Frédéric II, comte de Hohenlohe-Waldenbourg-Schillingsfürst.

## Biographie
Parce que lui et ses frères sont encore mineurs au moment de la mort de leur père en 1647, la tutelle et la régence sur les domaines d'Erbach sont attribués à leur demi-frère George Ernest, qui règne seul jusqu'à sa mort en 1669, sans descendance. George Louis et ses jeunes frères George IV et Georges Albert II régnent conjointement sur Erbach jusqu'en 1672, quand est faite la division formelle de leurs possessions: Georges Louis reçoit les districts de Erbach, Freienstein et Wildenstein.
La mort de George IV en 1678 sans descendant amène une autre division dans les domaines des Erbach, George Louis reçoit les districts de Michelstadt et Breuberg.
George Louis est mort à Arolsen âgé de 49 ans, et est enterré à Michelstadt.

## Mariage et descendance
A Culemborg le 26 décembre 1664 George Louis épouse Amélie-Catherine de Waldeck-Eisenberg (13 août 1640 – 4 janvier 1697), fille de Philippe-Dietrich de Waldeck-Eisenberg et son épouse Marie-Madeleine de Nassau-Siegen. Ils ont seize enfants, :
- Henriette (27 septembre 1665 – 28 septembre 1665).
- Henriette Julienne (15 octobre 1666 – 27 février 1684).
- Philippe-Louis d'Erbach-Erbach (10 juin 1669 – 17 juin 1720).
- Charles-Albert, Louis (16 juin 1670 – k.un. Dapfing un.d.Donau, 18 août 1704).
- Georges Albert (né et mort le 1er juillet 1671).
- Amélie Catherine (13 mai 1672 – 18 juin 1676).
- Frédéric Charles (19 avril 1673 – 20 avril 1673).
- Un fils (né et mort le 16 septembre 1674).
- Sophie Wilhelmine (16 février 1675 – 20 août 1675).
- Magdalena Charlotte (6 février 1676 – 3 décembre 1676).
- Wilhelm Louis (21 mars 1677 – 19 février 1678).
- Amélie Catherine (né et mort le 18 février 1678).
- Frédérique Charlotte (19 avril 1679 – 21 avril 1679).
- Frédéric-Charles d'Erbach-Limpourg (21 mai 1680 – 20 février 1731).
- Ernest (23 septembre 1681 – 2 mars 1684).
- Sophie-Albertine d'Erbach-Erbach (30 juillet 1683 – 4 septembre 1742), mariée le 4 février 1704 à Ernest-Frédéric Ier de Saxe-Hildburghausen.